# Nexus S
Nexus S är en smarttelefon utvecklad av Google och Samsung som släpptes år 2010. Nexus S var den första smarttelefonen med operativsystemsversionen Android 2.3 "Gingerbread" och den första Android-enheten som stödde Near Field Communication (NFC) i både hårdvara och mjukvara. 
Nexus S ingår i produktserien Google Nexus, som är mobila enheter som utvecklats i samarbete mellan Google och olika utvecklare, och som endast levereras med operativsystemet Android, utan andra programvarutillägg eller modifieringar. De tidigare enheterna i serien var Google G1 och Nexus One, båda utvecklade i samarbete med HTC. Närmaste efterföljare till Nexus S i serien var Galaxy Nexus, som släpptes i november 2011.